# Атамань (Херсонская область)
Атамань (укр. Атамань) — село в Генической городской общине Генического района Херсонской области Украины.
Население по переписи 2001 года составляло 341 человек. Почтовый индекс — 75570. Телефонный код — 5534. Код КОАТУУ — 6522188002.